# Quatrième de couverture

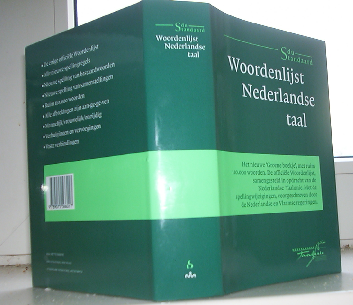
Vue d'un livre ouvert : de gauche à droite, la quatrième de couverture, le dos, la première de couverture.

La quatrième de couverture (désignée aussi occasionnellement par le terme technique lodiciquarte, qui est un latinisme) est la dernière page extérieure d'un livre. Elle est aussi appelée « plat verso » dans le cas des livres cartonnés. Elle n'est pas numérotée et accueille généralement une note de présentation de l'ouvrage (ou un extrait représentatif) et  une présentation de l'auteur, avec ou sans photo.
La rédaction de ce texte, qui remplit de plus en plus une fonction d'incitation à l'achat, est généralement assurée par le service commercial ou éditorial de l'éditeur, sur proposition ou non de l'auteur.

## Historique
Les historiens de l'édition ne connaissent pas la date exactement où a eu lieu l'apparition du texte en quatrième de couverture. Au XIXe siècle, aux États-Unis, on imprimait sur les livres un blurb, bref texte de présentation élogieux écrit, sur commande, par un autre auteur. En 1925 la première édition de The Great Gatsby possède une véritable quatrième de couverture, vantant « […] a hero like no other ».
En France il semblerait que l'idée de faire la promotion d'un livre sur sa couverture ne date que de janvier 1949, lorsqu'Edmond Charlot, éditeur à Alger, imprime le « prière d'insérer » normalement destiné aux journalistes, sur Les Hauteurs de la ville d'Emmanuel Roblès et deux romans d'Alberto Moravia. Auparavant, les livres, objets de luxe ou de demi-luxe, étaient généralement reliés. Les jaquettes illustrées, lorsqu'ils en avaient, n'offraient, outre le titre et le nom de l'auteur, qu'une illustration pleine page en couleur en première de couverture et une liste de « déjà parus » sur les rabats. Quand, avec l'apparition de la grande distribution dans les années 1950, le livre devient objet grand public, en libre accès sur des présentoirs, il devient nécessaire d'attirer le chaland en lui présentant ce qu'il y a dedans, d'où l'apparition de textes de présentation en quatrième de couverture.
Certaines maisons d'édition, comme Les Éditions de Minuit ou José Corti, ont longtemps résisté, avant de jouer le jeu, mais souvent de façon concise, énigmatique, minimaliste. Gérard Berréby, des Éditions Allia, se contente d'une phrase tirée du texte, Thomas Simonnet, qui dirige L'Arbalète chez Gallimard, après avoir voulu se « débarrasser de tout » fait des quatrièmes de quelques lignes. Pour la Collection Blanche, qui présente en général des auteurs plus connus, « il y a une attente paradoxale du même et du différent », d'où une grande variété, qui va du pesant résumé-commentaire, au court synopsis à la limite du pitch. Chez Actes Sud, les textes sont longs et denses car les éditeurs veulent « transmettre [au lecteur] le plus d'informations possible ».

## Buts et fonctions
Gérard Genette en parle brièvement en 1987 dans Seuils, un essai consacré au paratexte. D'origine commerciale et à vocation promotionnelle, la « quatre » a pour but d'appâter le lecteur et lui donner envie de lire le livre, et donc de l'acheter, d'où une utilisation assez systématique d'un vocabulaire élogieux, voire dithyrambique. Elle est normalement rédigée par l'éditeur. Par exemple, cela est spéficié dans les contrats aux Éditions de l'Olivier, dont le patron, Olivier Cohen, considère qu'elle « ne fait pas partie du livre ». Pour Thomas Simonnet, directeur des éditions L'Arbalète, ces «  […] 1000 signes qui vont délimiter le texte, et peut-être le réduire » sont « une prérogative de l'éditeur », qui « dit publiquement quelque chose du livre pour la première et la dernière fois ».
Cependant, certains auteurs participent activement à sa rédaction, partageant l'avis de Julien Green à propos des « prière d'insérer », qui affirmait : « Si je ne le fais pas, un autre le fera à ma place, et plus mal encore ». Par exemple, chez P.O.L, elle est toujours confiée à l'auteur. Un bon écrivain fait en général une quatrième plus courte, moins racoleuse, moins scolaire. Patrick Modiano, qui aime qu'on y mette un extrait, le choisit personnellement. Christian Oster tient à une présentation sobre, sans commentaire.
Ce bref texte doit remplir plusieurs fonctions afin d'offrir une présentation cohérente de l'œuvre : amorcer l'intrigue ou la résumer, préciser le genre littéraire, fournir des éléments sur le style ou le propos de l'auteur, mettre celui-ci en valeur. Il est assez fréquemment accompagné d'éléments biographiques et bibliographiques concernant l'auteur. Lorsque l'ouvrage a fait l'objet d'une adaptation cinématographique, il n'est pas rare que celle-ci soit mentionnée, avec les noms des acteurs principaux.